# Kivu Ruhorahoza
Kivu Ruhorahoza (Kigali, 6 dicembre 1982) è un regista ruandese.

## Biografia
Il suo cortometraggio Confession, sulla situazione del Ruanda dopo il genocidio e la necessità di una riflessione sul bisogno di riconciliazione e di perdono, è stato proiettato al Rotterdam Film Festival e a Africala Festival di Città del Messico. Nel 2008, ha ricevuto il premio Città di Venezia, assegnato ogni anno dall'Assessorato delle Politiche Sociali del Comune di Venezia. Ha realizzato documentari sperimentali, tra cui Parade of One, un film musicale, con il sassofonista newyorkese Jeremy Danneman. Kivu sta scrivendo un romanzo e una sceneggiatura, sulla storia di un giovane gay, perso in una città africana. Matière grise è invece il suo primo lungometraggio, selezionato in competizione nel 2011 al Tribeca Film Festival.

### Matière grise
Balthazar, in Matière grise, è un giovane cineasta africano che sta per dirigere il suo primo progetto, The Cycle of the Cockroach, una storia di fiction che parla di una giovane donna sopravvissuta alle atrocità più indicibili in Ruanda e che si ritrova nella stessa clinica per malati di mente di un uomo accusato di crimini, perpetrati durante la guerra. I potenziali finanziatori del film pensano che i temi siano troppo cupi e pessimisti e incoraggiano Balthazar a fare un film, caratterizzato da un forte messaggio, che aumenti la consapevolezza sulla violenza di genere oppure che parli di Aids. Ma il regista rifiuta di arrendersi. Invece di comunicare al suo team le decisioni della produzione, Balthazar continua i preparativi senza finanziamenti né attrezzature. Dopo le prove sul set con i personaggi, la realtà si offusca e le scene si materializzano dalla sceneggiatura, ponendo la domanda: "Può un film come questo esistere solo nei sogni del regista?".
Il Tribeca Film Festival 2011 ha premiato Matière grise, con una menzione speciale della Giuria, e il suo protagonista maschile, Ramadhan "Shami" Bizimana, con la migliore interpretazione.

## Filmografia
- Confession - cortometraggio (2007)
- Parade of One - documentario (2009)
- Matière grise (2011)
- Things of the Aimless Wanderer (2015)
- Pilgrimages - documentario (2016)
- Europa: Based on a True Story (2019)
- Father's Day (2022)